# Secció eficaç
En física nuclear, la secció eficaç (cross section en anglès) es defineix com la probabilitat d'interacció entre dues partícules. És una magnitud de superfície normalment representada amb la lletra sigma i se sol mesurar en barns: {\displaystyle 1b=10^{-24}cm^{2}\,}
Estadísticament els nuclis dels àtoms d'una placa es poden considerar com cercles diminuts de radi r distribuïts al llarg d'un pla de superfície A. En el diagrama següent es representen un grup de partícules a que incideixen a velocitat V sobre un grup de partícules X que actuen com a blanc de les primeres. Així la probabilitat d'impactar contra una d'aquestes partícules distribuïdes en la làmina serà de (nπr²)/A. On n representa el nombre de partícules X distribuïdes en la superfície A.
El diàmetre nuclear típic és d'uns 10  -12  cm de manera que les seccions eficaces entre nuclis són de l'ordre de 10  -24  cm  2  valor al qual se li va donar una unitat pròpia, el barn. Depenent de quines reaccions es tracti les seccions eficaces poden variar enormement anant des dels 1.000 Barns fins als 0.001 barn.
Les partícules X en rebre l'impacte de les a donen com a resultat un nucli excitat que es desintegra després de la fusió donant lloc a una sèrie de possibilitats diferents o canals de sortida, cadascun amb la seva probabilitat d'ocurrència.
La secció eficaç de les reaccions entre les partícules es calcula de la manera següent:
{\displaystyle {\sigma _{ax}^{b}}={{\hbox{Num. de reaccions per blanc X i per segon}} \over {\hbox{Flux de projectils}}}={\frac {\frac {reaccions/cm^{3}/s}{part.X/cm^{3}}}{{\frac {part.a}{cm^{3}}}\cdot V(cm/s)}}=\pi \lambda ^{2}g{\frac {\Gamma _{a}\Gamma _{b}}{\Gamma ^{2}}}f(E)}
On {\displaystyle \Gamma _{a}} representa l'amplada del nivell d'energia de la partícula a i {\displaystyle \Gamma } l'amplada total. {\displaystyle \lambda } és la longitud d'ona de De Broglie i f (I) és el factor de forma. El seu valor dependrà de si hi ha ressonància nuclear o no. Si no n'hi ha el seu valor serà constant.
Així doncs: {\displaystyle \lambda ={\frac {\hbar }{p}}={\frac {\hbar }{(2mE)^{1/2}}}\rightarrow \pi \lambda ^{2}={\frac {0,657}{A\cdot E(MeV)}}barn}
On {\displaystyle A=(A_{a}A_{x})/A_{a}A_{x})}
En cas que l'energia de fusió entre les partícules a i X coincideixi amb la d'algun dels nivells d'energia es dona un fenomen anomenat  ressonància nuclear  llavors el factor de forma es torna dependent de l'energia i val : {\displaystyle f(E)={\frac {\Gamma ^{2}}{(E-I_{res})^{2}(\Gamma /2)^{2}}}}
On Ires és l'energia de ressonància. Com es pot veure fàcilment per poc que I s'allunyi de Ires el terme deixarà de contribuir de manera que l'hi pot considerar com un pic de Dirac.

## Dependència de l'energia de σ (E)
La secció eficaç és un paràmetre altament dependent de l'energia per això resulta complicat especular seus valors a baixes energies, més enllà d'on obtenim dades experimentals. A altes energies no ens és difícil obtenir dades, ja que la probabilitat d'ocurrència de les reaccions és alta però a baixes energies la probabilitat és tan baixa que amb les mostres de partícules amb què es treballa mai passa res.
Segons la fórmula que s'ha donat de la secció eficaç la dependència de l'energia seria la manera següent:
{\displaystyle \Lambda ^{2}\propto 1/E} Aquest és el recorregut lliure mitjà.
{\displaystyle \Gamma _{a}/\Gamma \propto exp\left(-{\frac {b}{I^{1/2}}}\right)} Això és el factor de penetració de la barrera culombiana (Més informació a: Pic de Gamow).
{\displaystyle \Gamma _{b}/\Gamma \,\!} Depèn poc.
{\displaystyle F(E)\,\!} Només depèn en un estret marge en les rodalies de la ressonància nuclear, normalment és constant.
Per resoldre aquest problema, s'ha creat, a partir de la secció eficaç, el factor astrofísic (S (E)) molt menys dependent de I el que el fa més fàcilment extrapolable. S'usa, sobretot, en astrofísica perquè canvia poc al llarg de la vida d'una estrella.
{\displaystyle S(E)=\sigma (E)\cdot exp\left({\frac {b}{I^{1/2}}}\right)}
Com es veu, el que s'ha fet és treure-li la dependència respecte al factor de penetració.

## Secció eficaç macroscòpica
Al producte {\displaystyle \Sigma =N\sigma (E)} s'anomena secció eficaç macroscòpica, essent N la densitat de partícules blanc que poden interaccionar. Les unitats resultants per la secció eficaç macroscòpica són de longitud inversa.